# 2004년 대한민국 슈퍼컵
대한민국 슈퍼컵 2004은 대한민국 슈퍼컵의 5번째 대회이다. 성남 일화 천마가 K리그의 우승 팀 자격으로, 전북 현대 모터스가 FA컵의 우승 팀 자격으로 대회에 참가했다. 전북 현대 모터스가 성남 일화 천마를 2-0으로 꺾고 첫 번째 우승을 거머쥐었다. 전북의 우승은 대한민국 슈퍼컵 역사상 최초이자 마지막인 FA컵 우승 팀의 승리이다.

## 경기
| 팀 1           | 결과 | 팀 2             |
| -------------- | ---- | ---------------- |
| 성남 일화 천마 | 0-2  | 전북 현대 모터스 |

| 성남 일화 천마 | 0 : 2 | 전북 현대 모터스          |
| -------------- | ----- | ------------------------- |
|                |       | 남궁도 18′ · 에드밀손 89′ |